# Bóng đá trong nhà ở Đức
Hệ thống giải đấu futsal Đức được chia thành nhiều hạng đấu khác nhau, trong đó hạng cao nhất là giải Futsal khu vực -  Futsal-Regionalliga. Trong mỗi hạng đấu, các đội thi đấu với tất cả các câu lạc bộ khác hai lượt sân nhà và sân khách. Những đội vô địch và á quân các giải khu vực Đức sẽ tham gia DFB Futsal Cup, giải đấu hàng năm gồm 10 đội để xác định nhà vô địch futsal Đức và đội vô địch sẽ tham gia UEFA Futsal Cup.  

## Hệ thống giải đấu hiện tại
Vào tháng 9 2017
- Regionalliga: 4 giải khu vực, ví dụ Futsal-Regionalliga Süd
- Oberliga: 12 giải khu vực, ví dụ Futsal-Bayernliga
- Verbandsliga
- Landesliga
- Bezirksliga
- Kreisliga

## Các câu lạc bộ futsal Đức thi đấu quốc tế
Phát triển Futsal ở Đức được điều chỉnh và hỗ trợ bởi Hiệp hội bóng đá Đức và nó đang tiến triển trong thời gian kỷ lục, với một số người nói rằng Đức là một người khổng lồ đang ngủ trong môn futsal. Đội Đức đầu tiên tham gia UEFA Futsal Cup là UFC Muenster trong mùa giải 2006-07, nhưng họ đã bị loại ở vòng sơ bộ với hai trận hòa và một trận thua.. Muenster cũng là đội bóng Đức đầu tiên giành chiến thắng một trận đấu, thắng nhà vô địch Estonia BETOON Tallinn 3-1 trong mùa giải 2008-09. Nhà vô địch futsal Đức bốn lần là Hamburg Panthers là đội Đức đầu tiên đi đến vòng chung kết UEFA Futsal Cup, mùa 2013-14, nơi họ thua cả ba trận đấu của bảng và là đội đầu tiên tiến vào vòng Elite trong mùa 2016-17 để trở thành một trong 16 đội xuất sắc nhất châu Âu. TV Wackersdorf là đội Đức đầu tiên tham gia Mitropa Futsal Cup trong mùa 2016-17, và đứng ở vị trí thứ tư với một trận hòa và hai trận thua. Trong thời gian này, Đức đã leo lên vị trí thứ 29 trong bảng xếp hạng hệ số UEFA với 2.084 điểm.

## Đội tuyển futsal quốc gia Đức
Đội tuyển futsal quốc gia Đức đại diện cho nước Đức thi đấu quốc tế. Hiệp hội bóng đá Đức đã quyết định thành lập đội tuyển quốc gia vào ngày 4 tháng 12 năm 2015 trong khuôn khổ Futsal Masterplan để tham gia vào vòng loại UEFA Futsal Euro 2018. Đức đã thi đấu trận quốc tế đầu tiên tại Inselpark 2.092 tại Hamburg vào ngày 30 tháng 10 năm 2016 trong trận giao hữu với tuyển Anh, kết thúc với chiến thắng 5-3.  Đức sau đó đã chơi đủ điều kiện cho UEFA Futsal Euro 2018 nhưng đã bị loại ở vòng sơ khảo, kết thúc ở vị trí thứ ba trong bảng C của họ với bốn điểm, xếp trên Estonia và xếp sau những người chiến thắng trong nhóm Latvia và Armenia.

## Cuộc thi Futsal
- DFB Futsal Cup
- UEFA Futsal Cup
- Mitropa Futsal Cup
- UEFA Futsal Championship
- Giải vô địch bóng đá trong nhà thế giới
- Futsal Confederations Cup